# Eurodryas maturna
Eurodryas maturna är en fjärilsart som beskrevs av Eugen Johann Christoph Esper 1777. Eurodryas maturna ingår i släktet Eurodryas och familjen praktfjärilar. Inga underarter finns listade i Catalogue of Life.